# Charles Cyrus Kearns

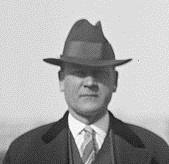
Charles Cyrus Kearns (1916)

Charles Cyrus Kearns (* 11. Februar 1869 in Tonica, LaSalle County, Illinois; † 17. Dezember 1931 in Amelia, Ohio) war ein US-amerikanischer Politiker. Zwischen 1915 und 1931 vertrat er den Bundesstaat Ohio im US-Repräsentantenhaus.

## Werdegang
Im Jahr 1874 zog Charles Kearns mit seinen Eltern nach Georgetown in Ohio, wo er die öffentlichen Schulen besuchte. Danach absolvierte er das Northern College in Ada und das Lebanon College, ebenfalls in Ohio. Für einige Zeit war er als Lehrer im Brown County tätig. Nach einem Jurastudium an der Cincinnati Law School und seiner 1894 erfolgten Zulassung als Rechtsanwalt begann er in Batavia in diesem Beruf zu arbeiten. Zwischen 1900 und 1902 verließ er Ohio, um zunächst in Las Vegas im späteren Staat New Mexico und dann in Hot Springs (Arkansas) einige Zeitungen zu leiten. Im Jahr 1903 kehrte er nach Batavia zurück, wo er wieder als Anwalt praktizierte. Von 1906 bis 1909 war er Staatsanwalt im Clermont County. Politisch schloss er sich der Republikanischen Partei an.
Bei den Kongresswahlen des Jahres 1914 wurde Kearns im sechsten Wahlbezirk von Ohio in das US-Repräsentantenhaus in Washington, D.C. gewählt, wo er am 4. März 1915 die Nachfolge von Simeon D. Fess antrat. Nach sieben Wiederwahlen konnte er bis zum 3. März 1931 acht Legislaturperioden im Kongress absolvieren. In diese Zeit fiel der Erste Weltkrieg. Außerdem wurden in den Jahren 1919 und 1920 der 18. und der 19. Verfassungszusatz ratifiziert. Dabei ging es um das Verbot des Handels mit alkoholischen Getränken und die bundesweite Einführung des Frauenwahlrechts.
Im Jahr 1930 wurde Charles Kearns nicht wiedergewählt. Nach dem Ende seiner Zeit im US-Repräsentantenhaus arbeitete er als Rechtsanwalt in Cincinnati. Er starb am 17. Dezember 1931 in Amelia.